# Општина Плешкуца (Арад)
Плешкуца (рум. Pleşcuţa) општина је у Румунији у округу Арад.
Oпштина се налази на надморској висини од 210 m.